# Neon Genesis Evangelion (franchise)
Neon Genesis Evangelion est une franchise médiatique japonaise créée par Hideaki Anno et détenue par le studio d'animation Khara,. Elle est issue de la série d'animation Neon Genesis Evangelion diffusée de 1995 à 1996 et depuis considérée comme culte. Son important succès a permis la création de nombreuses adaptations en mangas, en  jeux vidéo et au cinéma. Bien que la plupart des œuvres de la franchise appartiennent au genre de la science-fiction post-apocalyptique (et plus particulièrement du mecha), certains spin-off s'éloignent de cette thématique très sombre pour, par exemple, proposer des comédies romantiques.

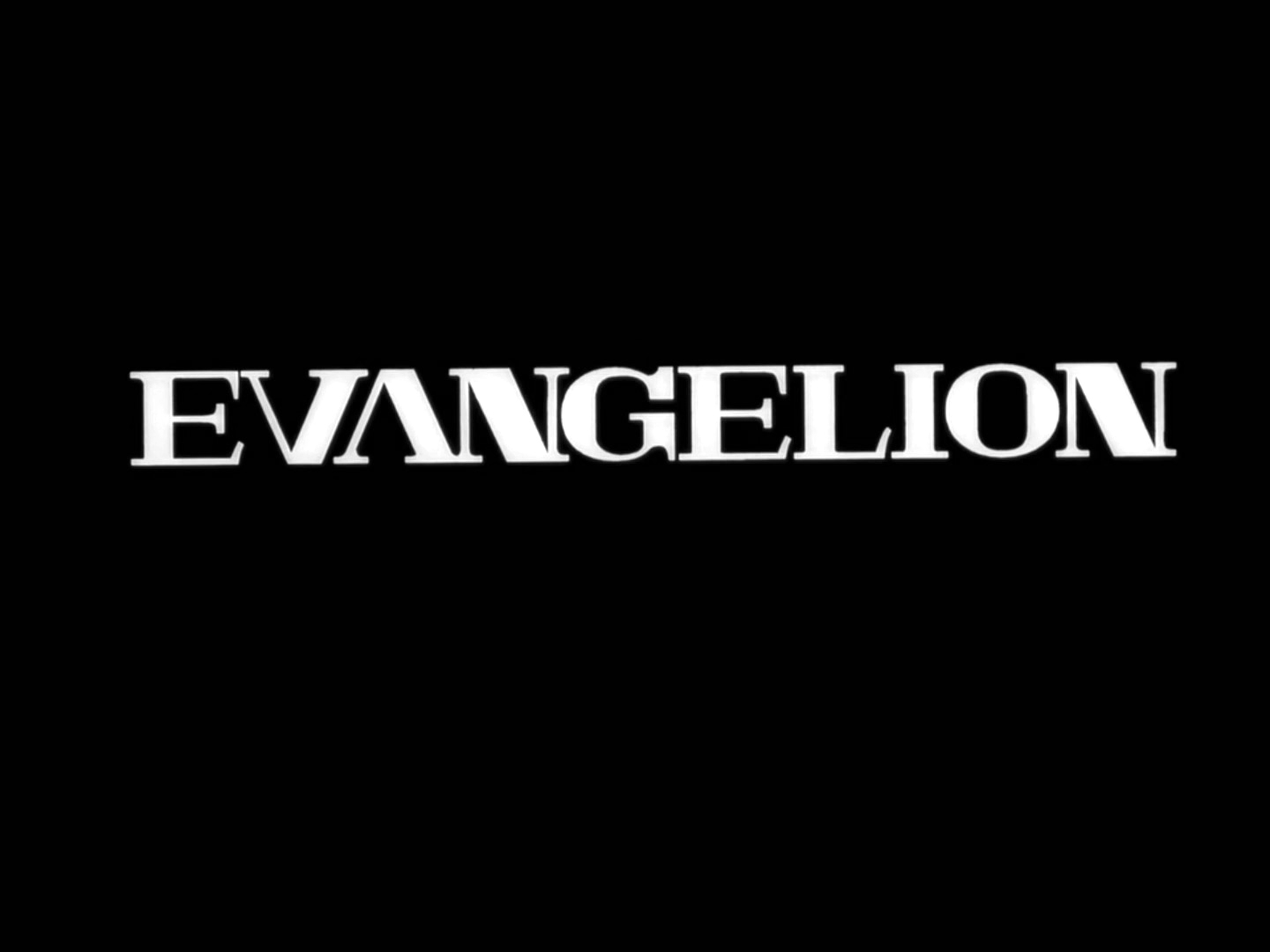
logo titre

En juin 2018, la franchise Neon Genesis Evangelion est la dix-septième plus rentable de tous les temps avec des revenus estimés à 14,9 milliards de dollars.